# ハウス・コール
ハウス・コール（House Call with Dr. Sanjay Gupta）は、CNNで放送されているアメリカの医療番組。ホストはサンジェイ・グプタ。毎週土曜日および日曜日の7時30分 - 8時00分（現地時間(EST)）に放送されている。